# 鄭之民
鄭之民（1551年—？年），字可行，四川成都左護衛官籍陝西省西安右衛人。

## 生平
九月初六日生，治《易經》，由國子生中式萬曆元年（1573年）癸酉科四川鄉試第五名舉人，萬曆五年（1577年）中式丁丑科會試第三十九名，第三甲第二十一名進士。授宝庆府推官。

## 家族
曾祖鄭禛；祖鄭棠；父鄭宗仁；母姜氏；生母安氏。慈侍下，妻王氏。
行四，兄士偉；應登；應科；士麒；應甲。